# U-God
Lamont Jody Hawkins, mais conhecido por U-God, (Staten Island, Nova York, 11 de Outubro de 1970), é um rapper americano e membro do coletivo de hip hop Wu-Tang Clan.

## Discografia

### Álbuns
- 1999 - Golden Arms Redemption
- 2004 - U-Godzilla Presents the Hillside Scramblers
- 2005 - Mr. Xcitement
- 2009 - Dopium

### Singles e EPs
- 1999 - "Dat's Gangsta"
- 1999 - "Bizarre"
- 1999 - "Rumble"
- 2002 - "Supa Nigga EP"
- 2003 - "Vendetta"
- 2005 - "Bump"
- 2005 - "You Don't Want to Dance"
- 2007 - "Takem Home"
- 2007 - "Freeze"

### DVD
- 2004 - Rise of A Fallen Soldier

## Participações
- 1993 - Enter the Wu-Tang: 36 Chambers (álbum por Wu-Tang Clan)
- 1995 - "Knuckleheadz" (de Raekwon Only Built 4 Cuban Linx)
- 1995 - "Investigative Reports" (de GZA álbum Liquid Swords)
- 1996 - "Black Jesus" & "Winter Warz" (de Ghostface Killah álbum Ironman)
- 1996 - "If It's Allright With You" (da trilha sonora do filme The Great White Hype
- 1996 - "Semi-Automatic Full Rap Metal Jacket" (da trilha sonora do filme High School High
- 1997 - Wu-Tang Forever (álbum por Wu-Tang Clan)
- 1997 - "Intellectuals" (de Sunz of Man álbum The Last Shall Be First)
- 1998 - "Supa Ninjaz" (de Cappadonna álbum The Pillage)
- 1998 - "Element Of Surprise" (de La the Darkman álbum Heist Of The Century)
- 1999 - "Grand Prix" & "Longevity" (de Inspectah Deck álbum Uncontrolled Substance)
- 1999 - "Killa Hill Niggaz" (de Cypress Hill álbum Cypress Hill III: Temples of Boom)
- 1999 - "Mr. Onsomeothershits" (de Methods of Mayhem álbum Methods of Mayhem)
- 1999 - "No Exit" (The Loud Rock Remix & The Infamous Hip Rock Version) (de Blondie single No Exit)
- 2000 - "Cherchez La Ghost" (de Ghostface Killah álbum Supreme Clientele)
- 2000 - The W (álbum por Wu-Tang Clan)
- 2001 - Iron Flag (álbum por Wu-Tang Clan)
- 2001 - "Militant" (de Killarmy álbum Fear, Love & War)
- 2003 - "Always NY" (de Mathematics álbum Love, Hell & Right)
- 2004 - "Digi Warfare" (de Masta Killa álbum No Said Date)
- 2004 - "Rock Steady" (de Tony Touch álbum The Piecemaker 2)
- 2004 - Disciples of the 36 Chambers: Chapter 1 (álbum por Wu-Tang Clan)
- 2005 - "Break That" (de Mathematics álbum The Problem)
- 2005 - "Spot Lite" (de Mathematics álbum The Problem)
- 2005 - "Still Grimey" (de Wu-Tang Meets The Indie Culture compilação)
- 2006 - "No More Tearz" (de Soular Winds' The Quiet Americans Mixtape)
- 2006 - "9 Milli Bros." (de Ghostface Killah álbum Fishscale)
- 2006 - "Handle That" (de Inspectah Deck álbum The Resident Patient)
- 2006 - "Iron God Chamber" (de Masta Killa álbum  Made In Brooklyn)
- 2006 - "The Glide" (de Method Man álbum  4:21...The Day After)
- 2007 - "Rec Room Therapy" (de Ghostface Killah álbum The Big Doe Rehab)